# パスタフィラータ

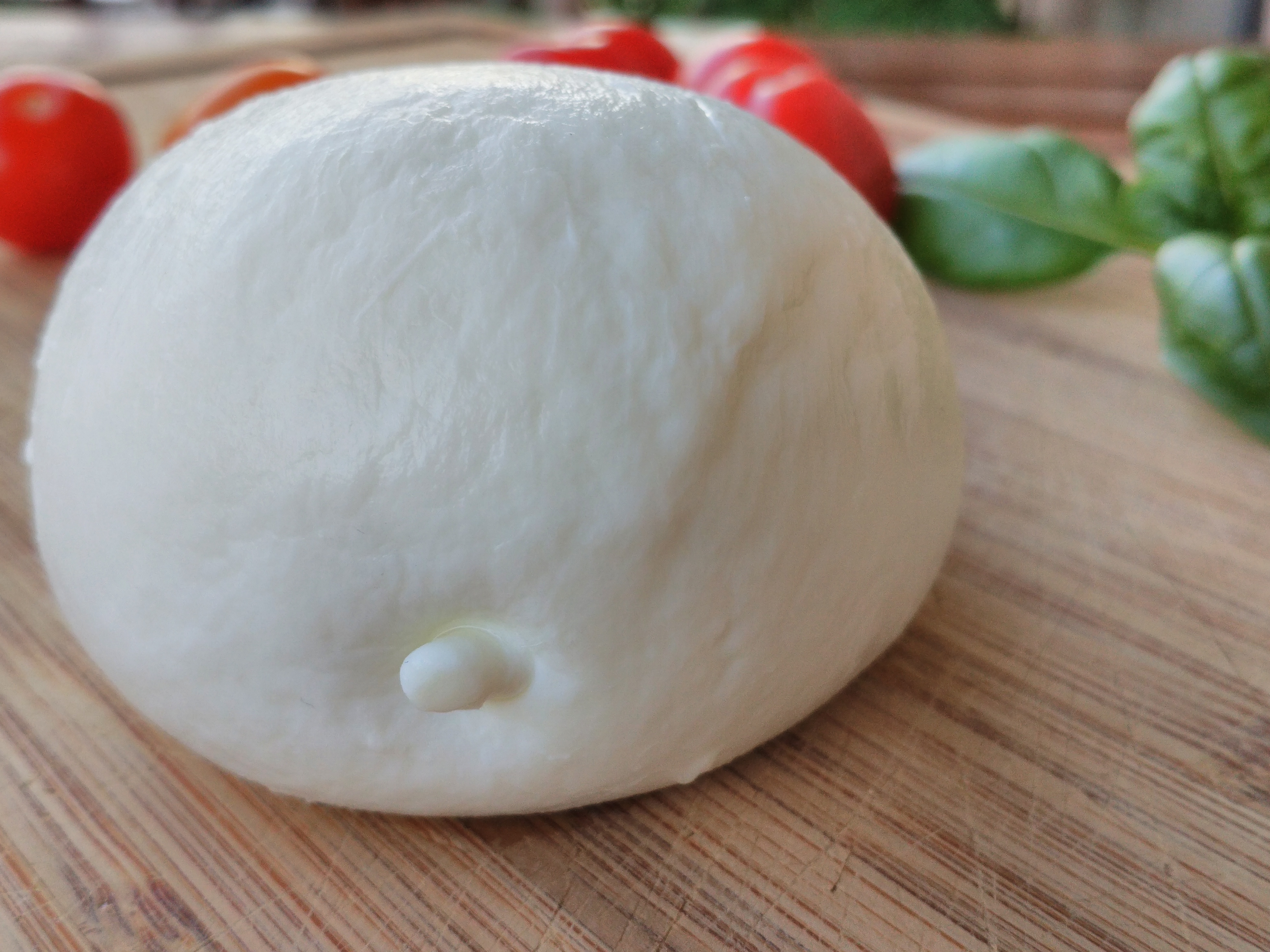
モッツァレラチーズはパスタフィラータで作られるチーズの一種である

パスタフィラータ（イタリア語: Pasta filata）は、イタリアのチーズ製法である。英語ではこの製法で作るチーズをstretched-curd等の名称で呼ぶ。この製法では新鮮なカード（凝乳）を熱水中で可塑化および混練処理して、チーズに繊維構造を与える。
チーズ作りは他のチーズと同様に始まる。牛乳（通常は牛あるいは水牛）を温めて凝乳させ、1時間休ませた後、カードを細かく切ってホエイを排出する。カードは数時間休ませることがある。次にfilaturaを行う。凝乳は、非常に高温のホエイまたは水に数時間浸される（モッツァレッラ・ディ・ブーファラ・カンパーニャの場合95°C）。凝乳が浮き始めたら、ほとんどの液体が取り除かれ、カードが混合され、必要な柔らかくて弾力のある糸のような質感が得られるまで混練される。カードの塊は分割され（多くの場合、厚いストランドを引き出して細断する）、個々のチーズに成形される。モッツァレラチーズの場合、これでプロセスは本質的に完了する。理想的には、このチーズは数日以内に食べる必要がある。
プロヴォローネ、カチョカヴァッロシラノ、パローネジグラヴィーナ、スカモルツァなどの他のチーズでは、更に、熟成、ウォッシュ、燻製などが行われる。